# Franc Kolenc
Franc Kolenc (roj. Kolencz Ferenc), slovenski (prekmurski) duhovnik, pisatelj in publicist, * 5. avgust 1903, Gomilica, na Ogrskem † 5. februar, 1985, Maribor.

## Življenjepis
Rodil se je kot otrok Jožefa Kolenca in Agate Lebar. Imel je brata Ivana, ki je bil tudi duhovnik. Kolenc je ljudsko šolo obiskoval v Gomilici in Turnišču, nižjo gimnazijo v Kisegu (Kőszeg) od 1914 do 1918, višjo gimnazijo (1919 do 1922) in bogoslovje pa v Mariboru . V duhovnika je bil posvečen 1927. Leta 1928 je nastopil službo kaplana v Miklavžu pri Ormožu, 1929 v Murski Soboti, kjer je tudi poučeval verouk na realni gimnaziji, 1932 pa je postal vikar v Mariboru. Umrl je v mariborski bolnišnici.

## Literarno delo
Članke in krajše povestice je objavljal v Novinah (1923–1926, 1929–1931) katerim je bil tudi urednik, Marijinem listu (1923), Slovenski krajini (1927); v Slovencu je od 1924 dalje poročal o kulturnih, političnih in gospodarskih razmerah Slovenske krajine (med dr.: Agrarni problem v Prekmurju). Napisal je povest iz svetovne vojne: V žrelu smrti (v rokopisu), prevedel iz madžarščine v prekmurščino: Sziklaijevo povest Novi svet (Novine, 1925), Guthija Lome detektivski roman Grbavec (1927, ponatisnil Amerikanski Slovenec Chicago 1928); iz nemščine je poslovenil Bolandenovo povest Križ in lopata (Kalendar najsv. Srca Jez. 1926), priredil po Sillsu ameriški roman Smrtna past (Maribor 1928), po Hauffu Pont-des-artska beračica (Maribor, 1928) in napisal izvirno povest iz svetovne vojne A njega ni (Maribor, 1929).